# Nati nel 1216
| Questa pagina contiene informazioni ricavate automaticamente dalle voci biografiche con l'ausilio del template Bio e di un bot. L'aggiornamento è periodico e automatico e ricostruisce completamente la pagina. Se manca una persona in questa lista, sei pregato di non aggiungerla, ma accertati piuttosto che la sua voce biografica contenga il template Bio e che i dati anagrafici siano correttamente compilati. Se il template Bio manca, inseriscilo tu stesso o, in alternativa, metti l'avviso {{tmp\|Bio}} che ne segnala la mancanza. Se i dati riportati sono sbagliati, correggi direttamente la voce biografica; le modifiche saranno visibili in questa lista entro pochi giorni. Per chiarimenti vedi il progetto biografie. La lista contiene solo le 6 persone che sono citate nell'enciclopedia e per le quali è stato implementato correttamente il template Bio. Pagina aggiornata al 18 mar 2025. |

- 25 settembre - Roberto I d'Artois, conte († 1250)
- Eric IV di Danimarca, re danese († 1250)
- Erik XI di Svezia, re svedese († 1250)
- Contardo d'Este, cavaliere medievale italiano († 1249)
- Ponzio I di Urgell, nobile († 1243)
- Sperandea, badessa e santa italiana († 1276)